# Signeta flammeata
Signeta flammeata là một loài bướm ngày thuộc họ Hesperiidae. Nó được tìm thấy ở the Lãnh thổ Thủ đô Úc, New South Wales, Queensland, Nam Úc và Victoria.
Sải cánh dài khoảng 30 mm.
Ấu trùng ăn Poa tenera, Tetrarrhena juncea và other Tetrarrhena species. They construct a shelter made of grass stems loosely held together with silk. They rest in this shelter during the day. Pupation takes place in the shelter.